# Amazunculus deargentatus
Amazunculus deargentatus är en tvåvingeart som beskrevs av Galinkin och José Albertino Rafael 2008. Amazunculus deargentatus ingår i släktet Amazunculus och familjen ögonflugor. Inga underarter finns listade i Catalogue of Life.